# Gare de Clervaux
La gare de Clervaux est une gare ferroviaire luxembourgeoise de la ligne 1, de Luxembourg à Troisvierges-frontière, située sur le territoire de la commune de Clervaux, dans le canton de Clervaux.
Elle est mise en service en 1866 par la Compagnie des chemins de fer de l'Est, l'exploitant des lignes de la Société royale grand-ducale des chemins de fer Guillaume-Luxembourg. C'est une gare de la Société nationale des chemins de fer luxembourgeois (CFL), desservie par des trains InterCity (IC) et Regional-Express (RE).

## Situation ferroviaire
Établie à 374 mètres d'altitude, la gare de Clervaux est située au point kilométrique (PK) 77,174 de la ligne 1 de Luxembourg à Troisvierges-frontière, entre les gares de Drauffelt et Troisvierges (jusqu'en 2014 la gare de Maulusmühle).

## Histoire
La station de Clervaux est mise en service par la Compagnie des chemins de fer de l'Est, l'exploitant des lignes de la Société royale grand-ducale des chemins de fer Guillaume-Luxembourg, lors de l'ouverture à l'exploitation de la section d'Ettelbruck à Troisvierges le 15 décembre 1866.

## Service des voyageurs

### Accueil
Gare CFL, elle dispose d'un bâtiment voyageurs, d'un guichet d'information, d'une salle d'attente et d'un automate pour l'achat de titres de transport. Divers services sont proposés, comme une consigne et un service d'enregistrement des bagages.
Le guichet de vente de la gare est fermé depuis le 1er mars 2020 dans le cadre de l’application de la gratuité des transports luxembourgeois (hors 1re classe et trains transfrontaliers).

### Desserte
Clervaux est desservie par des trains InterCity (IC) et Regional-Express (RE) qui exécutent les relations suivantes, :
- Luxembourg - Ettelbruck - Diekirch - Troisvierges (- Gouvy - Liège-Guillemins - Liers pour les trains IC) ;
- Troisvierges - Luxembourg - Rodange.

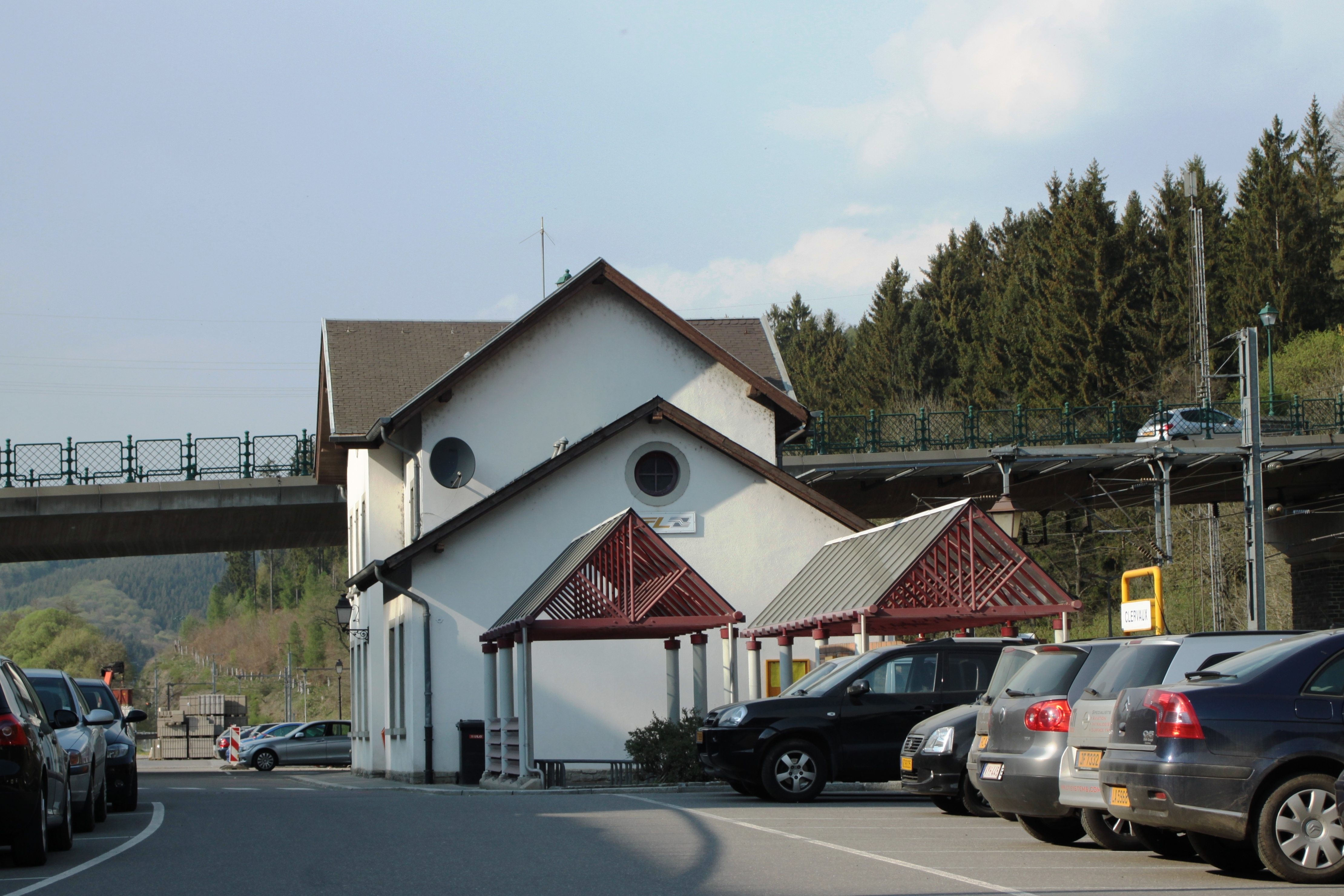
Le bâtiment et l'entrée de la gare en 2011.

### Intermodalité
Un parc pour les vélos (10 places) et un parking pour les véhicules (145 places) y sont aménagés. Un arrêt de bus est situé à proximité. La gare est desservie par les lignes 160, 161, 162, 163, 164, 165 et 182 du Régime général des transports routiers.
Une station du service d'autopartage Flex y est implantée.